# Miaune
Miaune est un sommet d'origine volcanique culminant à 1 066 m d'altitude dans le département français de la Haute-Loire.

## Toponymie
Mons et nemus de Musona (vers 1021), Nemus de Meona, alias deus Egals (1331), Nemus de Mizona (1335), Nemus de Miona (1349), Al bosc de Mionna (1476), le bois de Myonne (1824), la montagne de Miaune (1824), mont Miaunes (1880).

## Géographie

### Situation
La montagne est située au sein du Massif central, dans les monts du Forez, sur la commune de Roche-en-Régnier. Le sommet est séparé du mont Gerbizon par la Loire.

### Géologie
Le sous-sol est constitué de phonolite.

## Histoire
La forêt de Miaune a été victime d'un incendie en septembre 1895, nécessitant la réquisition de cent hommes du 86e régiment d'infanterie, accompagnés de trois officiers.

## Protection environnementale
Le sommet est inclus dans le site Natura 2000 « Gorges de la Loire » et répertorié en ZNIEFF de type 2 « Haute vallée de la Loire ».